# Lauren Faust
Lauren Joanna Faust (San José, California, 25 de julio de 1974) es una animadora y guionista estadounidense. Estudió animación en el Instituto de las Artes de California.

## Biografía

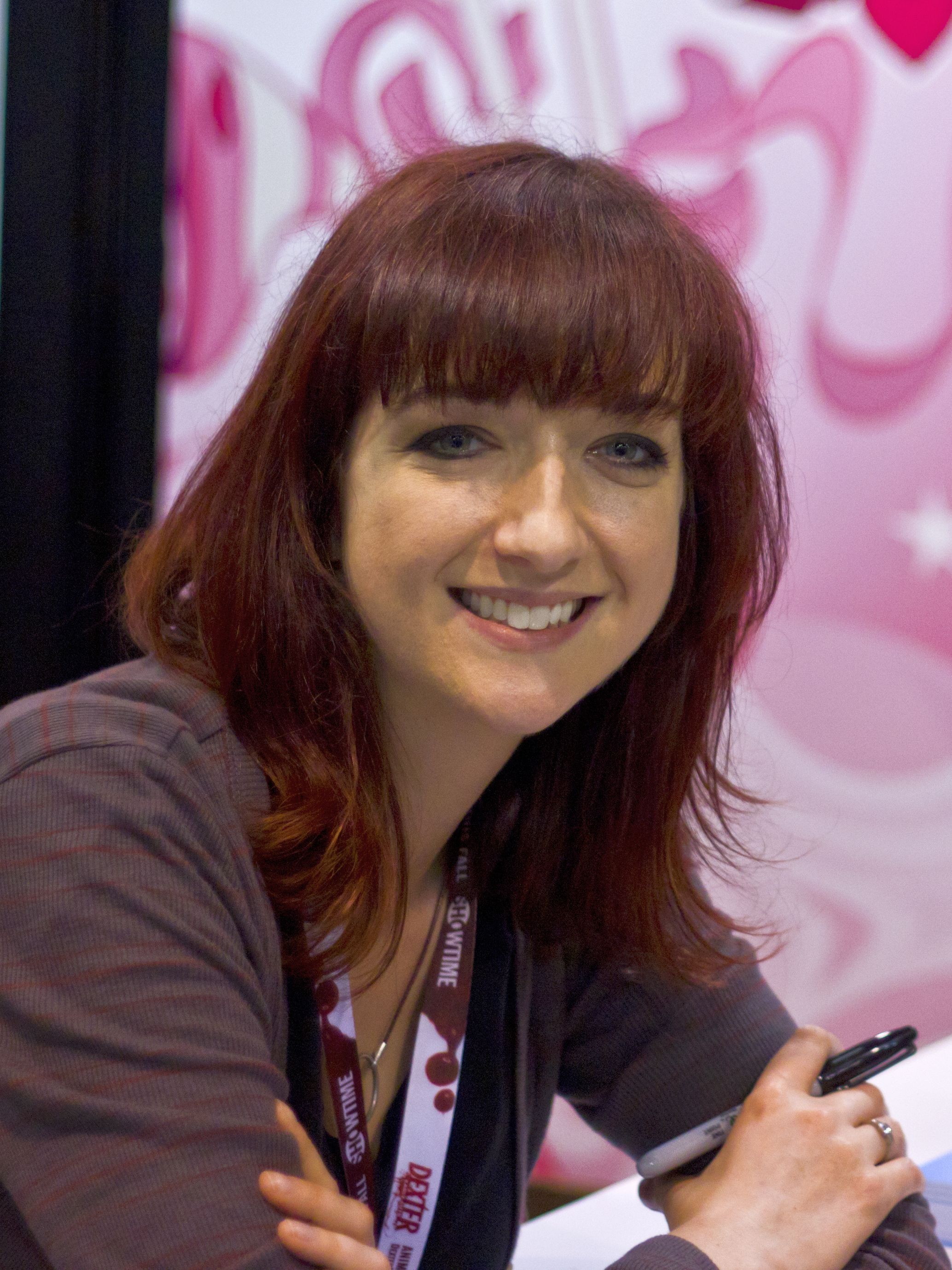
Lauren Faust en la WonderCon en 2012.

Faust asistió al Instituto de Artes de California desde 1992 hasta 1994, donde trabajó como diseñadora en Rough Draft Studios. Luego trabajó como animadora en el Turner Feature Animation durante dos años y luego como animadora de Warner Bros. Feature Animation durante dos años. Faust empezó a trabajar en estudios de Cartoon Network Studios en 1999. Trabajó como artista del guion gráfico y escritora en Cartoon Network durante cuatro años y luego como productora y supervisora de historia.
La temprana carrera de Faust se centró en largometrajes animados, trabajando en Cats Don't Dance, Quest for Camelot, y The Iron Giant como animadora.
Comenzó en las caricaturas con The Powerpuff Girls desde 2001 a 2004. Luego fue la escritora principal de Foster's Home for Imaginary Friends durante todo el desarrollo de la serie, y del cual ha prestado su voz en dos episodios de ese espectáculo. También es obra suya el sitio de la red La Vía Láctea y las Chicas de la Galaxia (Milky Way and the Galaxy Girls).
Desarrolló con la compañía Hasbro el espectáculo My Little Pony: La magia de la amistad durante 2010 a 2011. 
El 8 de mayo de 2011, tras el cierre de la primera temporada de My Little Pony, anunció su decisión de dejar el puesto de producción ejecutiva para ocuparse de consultoría de producción.
Su siguiente proyecto fue Super Best Friends Forever, una serie de cortometrajes de animación en 2012 con los personajes de Superniña (Supergirl), Batiniña (Batgirl) y la Chica Maravilla (Wonder Girl).
También tiene una intervención en labores de coproducción y de argumento en el nuevo programa de televisión de Craig McCracken Wander Over Yonder para Disney XD desde 2013.

## Premios
En 2004, Faust fue nominada para un premio Emmy. En 2005, fue nominada para un Premio Annie. En 2009, compartió un Primetime Emmy por Foster's Home for Imaginary Friends en el especial "Destino: Imaginación".

## Vida personal

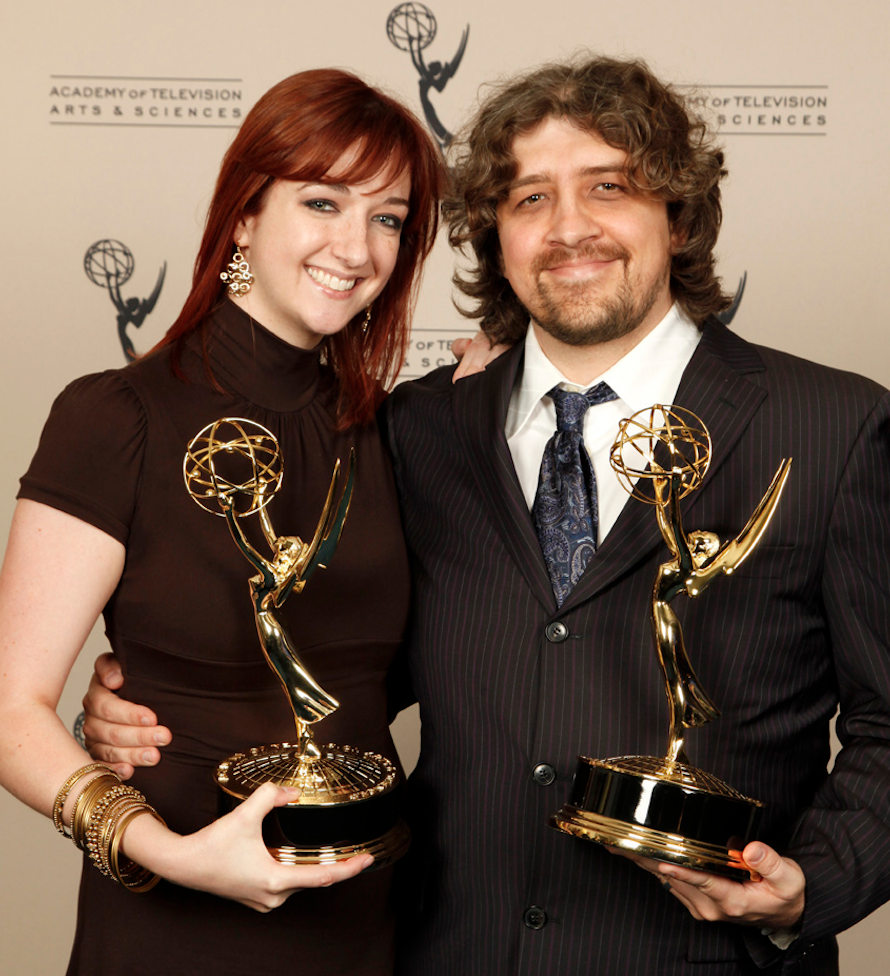
Craig y Lauren recibiendo Primetime Emmy en 2009 por Foster's Home for Imaginary Friends.

Faust está casada con Craig McCracken creador de The Powerpuff Girls y Foster's Home for Imaginary Friends. Se conocieron mientras trabajaban en la tercera temporada de The Powerpuff Girls. Faust ha trabajado con su marido en todos sus programas animados realizados.

## Filmografía

### Televisión
| Año       | Serie                                  | Rol |
| --------- | -------------------------------------- | --- |
| 1995      | The Maxx                               | Escenografía. |
| 2001      | Codename: Kids Next Door               | Ciclos de caminata (walk cycles) en el episodio No P in the OOL.                                                                                |
| 2001–2004 | The Powerpuff Girls                    | Argumento, guion gráfico, dirección, dirección de supervisión.                                                                                  |
| 2004–2009 | Foster's Home for Imaginary Friends    | Argumento, supervisión de argumento, desarrollo, guion, guion gráfico, producción de supervisión, diseño de personajes, dirección de animación. |
| 2010-2011 | My Little Pony: La magia de la amistad | |
| 2012      | Super Best Friends Forever             | Creadora, directora, escritora, artista del guion gráfico, productora.                                                                          |
| 2013-2016 | Galaxia Wander                         | Desarrolladora, coproductora, editora de argumento, escritora, directora, diseñadora de personajes.                                             |
| 2019-2021 | DC Super Hero Girls                    | Creadora, desarrolladora, escritora, productora ejecutiva.                                                                                      |
| 2021      | Kid Cosmic                             | Desarrolladora, historia, escritora (temporada 2).                                                                                              |